# Tosontsengel, Zavkhan
Tosontsengel (tiếng Mông Cổ: Тосонцэнгэл) là một sum của tỉnh Zavkhan ở miền tây Mông Cổ. Vào năm 2005, dân số của sum là 9.045 người.

## Địa lý
Sum có diện tích khoảng 5.300 km2. Trung tâm sum, Shumuultai, nằm cách tỉnh lỵ Uliastai 180 km và thủ đô Ulaanbaatar 800 km.
Tosontsengel nằm ở phía đông bắc của tỉnh Zavkhan. Nó giáp với các sum Ider, Ikh-Uul, Otgon và Telmen của tỉnh Zavkhan; sum Tsetserleg của tỉnh Khövsgöl; và sum Tsakhir của tỉnh Arkhangai.
Sông Ider chia Tosontsengel thành hai phần: phần phía nam của sum nằm ở đầu dãy núi Tarvagatai, một nhánh của dãy núi Khangai. Thảm thực vật chính ở đây là rừng và thảo nguyên. Phần chính của dãy núi Khangai chiếm phần lớn diện tích.

### Khí hậu
Tosontsengel có khí hậu cận Bắc Cực (phân loại khí hậu Köppen Dwc) với mùa hè ôn hòa và mùa đông lạnh giá. Nhiệt độ tối thiểu trung bình vào tháng 1 là −37,0 °C (−34,6 °F) và nhiệt độ thấp nhất là −52,9 °C (−63,2 °F) đã được ghi nhận. Hầu hết lượng mưa rơi vào mùa hè, với một lượng tuyết rơi vào các tháng liền kề của tháng Năm và tháng Chín. Mùa đông rất khô. Gió làm tuyết trôi, khiến những người chăn nuôi du mục gặp khó khăn trong việc giữ cho gia súc của họ sống sót.

Áp suất khí quyển cao nhất từng được ghi nhận trên Trái Đất là 1085,7 milibar (32,06 inHg), được đo tại Tosontsengel vào ngày 19 tháng 12 năm 2001.
| Dữ liệu khí hậu của Tosontsengel (độ cao 1725m) | Dữ liệu khí hậu của Tosontsengel (độ cao 1725m) | Dữ liệu khí hậu của Tosontsengel (độ cao 1725m) | Dữ liệu khí hậu của Tosontsengel (độ cao 1725m) | Dữ liệu khí hậu của Tosontsengel (độ cao 1725m) | Dữ liệu khí hậu của Tosontsengel (độ cao 1725m) | Dữ liệu khí hậu của Tosontsengel (độ cao 1725m) | Dữ liệu khí hậu của Tosontsengel (độ cao 1725m) | Dữ liệu khí hậu của Tosontsengel (độ cao 1725m) | Dữ liệu khí hậu của Tosontsengel (độ cao 1725m) | Dữ liệu khí hậu của Tosontsengel (độ cao 1725m) | Dữ liệu khí hậu của Tosontsengel (độ cao 1725m) | Dữ liệu khí hậu của Tosontsengel (độ cao 1725m) | Dữ liệu khí hậu của Tosontsengel (độ cao 1725m) |
| Tháng                                           | 1                                               | 2                                               | 3                                               | 4                                               | 5                                               | 6                                               | 7                                               | 8                                               | 9                                               | 10                                              | 11                                              | 12                                              | Năm                                             |
| ----------------------------------------------- | ----------------------------------------------- | ----------------------------------------------- | ----------------------------------------------- | ----------------------------------------------- | ----------------------------------------------- | ----------------------------------------------- | ----------------------------------------------- | ----------------------------------------------- | ----------------------------------------------- | ----------------------------------------------- | ----------------------------------------------- | ----------------------------------------------- | ----------------------------------------------- |
| Cao kỉ lục °C (°F)                              | 0.6 (33.1)                                      | 5.2 (41.4)                                      | 6.8 (44.2)                                      | 22.5 (72.5)                                     | 27.5 (81.5)                                     | 31.5 (88.7)                                     | 31.8 (89.2)                                     | 33.0 (91.4)                                     | 26.3 (79.3)                                     | 21.2 (70.2)                                     | 7.9 (46.2)                                      | 4.7 (40.5)                                      | 33.0 (91.4)                                     |
| Trung bình ngày tối đa °C (°F)                  | −25.4 (−13.7)                                   | −20.3 (−4.5)                                    | −8.8 (16.2)                                     | 5.1 (41.2)                                      | 15.5 (59.9)                                     | 20.5 (68.9)                                     | 21.2 (70.2)                                     | 19.6 (67.3)                                     | 14.3 (57.7)                                     | 4.3 (39.7)                                      | −11.5 (11.3)                                    | −21.8 (−7.2)                                    | 1.1 (33.9)                                      |
| Trung bình ngày °C (°F)                         | −31.9 (−25.4)                                   | −29.1 (−20.4)                                   | −18.1 (−0.6)                                    | −2.6 (27.3)                                     | 7.0 (44.6)                                      | 12.6 (54.7)                                     | 13.8 (56.8)                                     | 11.7 (53.1)                                     | 5.6 (42.1)                                      | −4.2 (24.4)                                     | −18.7 (−1.7)                                    | −28.2 (−18.8)                                   | −6.8 (19.7)                                     |
| Tối thiểu trung bình ngày °C (°F)               | −37.0 (−34.6)                                   | −35.3 (−31.5)                                   | −25.5 (−13.9)                                   | −9.3 (15.3)                                     | −1.1 (30.0)                                     | 4.6 (40.3)                                      | 7.2 (45.0)                                      | 4.7 (40.5)                                      | −2.0 (28.4)                                     | −10.4 (13.3)                                    | −24.5 (−12.1)                                   | −33.0 (−27.4)                                   | −13.5 (7.8)                                     |
| Thấp kỉ lục °C (°F)                             | −52.9 (−63.2)                                   | −50.9 (−59.6)                                   | −49.5 (−57.1)                                   | −30.5 (−22.9)                                   | −15.2 (4.6)                                     | −8.0 (17.6)                                     | −1.9 (28.6)                                     | −4.6 (23.7)                                     | −14.2 (6.4)                                     | −32.2 (−26.0)                                   | −40.7 (−41.3)                                   | −51.6 (−60.9)                                   | −52.9 (−63.2)                                   |
| Lượng Giáng thủy trung bình mm (inches)         | 2.9 (0.11)                                      | 2.2 (0.09)                                      | 4.3 (0.17)                                      | 8.3 (0.33)                                      | 12.5 (0.49)                                     | 41.7 (1.64)                                     | 60.8 (2.39)                                     | 46.6 (1.83)                                     | 16.3 (0.64)                                     | 10.1 (0.40)                                     | 7.1 (0.28)                                      | 6.0 (0.24)                                      | 218.8 (8.61)                                    |
| Số ngày giáng thủy trung bình (≥ 1.0 mm)        | 1.2                                             | 0.7                                             | 1.1                                             | 1.9                                             | 3.3                                             | 7.0                                             | 10.5                                            | 9.0                                             | 4.6                                             | 3.1                                             | 2.0                                             | 1.5                                             | 45.9                                            |
| Nguồn: NOAA (1973-1990)                         |                                                 |                                                 |                                                 |                                                 |                                                 |                                                 |                                                 |                                                 |                                                 |                                                 |                                                 |                                                 |                                                 |

## Kinh tế
Tosontsengel có một trường học, bệnh viện, trung tâm thương mại và nhà văn hóa. Ngoài ra còn có hai cánh đồng lớn thuộc sở hữu của một người nước ngoài, Tom Phillips, cung cấp hầu hết các loại rau cho sum.
Hầu hết cư dân là những người chăn nuôi du mục di chuyển giữa các địa điểm khác nhau trong mùa hè, thường là bằng sông, đến nhà ở mùa đông (uveljus) của họ để bảo vệ gia súc khỏi mùa đông khắc nghiệt của Mông Cổ. Những người sống trong trung tâm sum điều hành các cửa hàng, lái xe tải, hoặc đi khai thác mỏ trong những tháng mùa hè. Khi lối sống du mục trở nên khó khăn hơn, ngày càng có nhiều người trẻ tuổi rời thị trấn để theo học đại học và tìm việc làm.

## Giao thông
Sum Tosontsengel được kết nối bằng đường bộ một cách tương đối thuận lợi với các thành phố Uliastai (181 km), Mörön (213 km), Tsetserleg (361 km) và Ulaangom (573 km).
Có một sân bay nhỏ mang tên Tosontsengel ở trung tâm sum. Nó nằm ở bờ phải của sông Ider. Sân bay đã không còn được sử dụng thường xuyên kể từ năm 2007, với đối tượng sử dụng chính là máy bay y tế do công ty Blue Sky vận hành và máy bay hút bụi cây hàng năm, được dùng chống lại loài sâu bướm đang phá hoại các khu rừng.